# Matilde
Matilde  è un nome proprio di persona italiano femminile.

## Varianti
- Femminili: Matilda, Matelda[3], Metilde[2], Mafalda[1], Macalda[4]
  - Ipocoristici: Tilde
- Maschili: Matildo[5], Matildio[5], Mafaldo[5]

### Varianti in altre lingue
- Bretone: Mathilde, Matilda
- Ceco: Matylda[1]
- Danese: Mathilde[1]
- Finlandese: Matilda[1]
  - Ipocoristici: Tilda[1]
- Francese: Mathilde[1][6], Mahaut[1], Maheut
- Gallese: Mallt[1]
- Germanico: Mahthildis[1], Mahthilda[6]
- Inglese: Matilda[1][6], Mathilda[1], Maud[1], Maude[1]
  - Ipocoristici: Mattie[1], Maudie[1], Tilly[1], Tillie[1], Titty
- Islandese: Matthildur
- Latino: Mathildes[2]
- Norvegese: Mathilde[1]
- Olandese: Machteld[1], Mechteld[1], Mathilde[1], Maud[1]
  - Ipocoristici: Til[1]
- Polacco: Matylda[1]
- Portoghese: Mafalda[1], Matilde[1]
- Russo: Матильда (Matil'da)
- Slovacco: Matilda[1]
- Spagnolo: Matilde[1]
  - Ipocoristici: Tilde
- Svedese: Matilda[1], Mathilda[1]
  - Ipocoristici: Tilda[1], Tildur, Tilla, Tillon, Lillan, Matti, Malli, Lilda
- Tedesco: Mathilde[1], Mechthild[1], Mechtilde[1]
- Ungherese: Matild[1]

## Origine e diffusione
Deriva dal nome germanico Mahthildis: è composto dai termini maht (o macht, mahti, "forza", "potenza") e hild (o hildi, "battaglia"), e può quindi essere interpretato come "forza in battaglia", "potente in battaglia" o "forte guerriera".
Una forma popolare francese medievale di questo nome, Mahaut (o Mahald, Mahalt), venne esportata in italiano con l'adattamento "Macalda" ora caduto in disuso; il cambio di consonante deriva dalla approssimazione con una "c" della pronuncia aspirata francese della lettera "h". Un analogo processo portò alla forma portoghese Mafalda, che venne successivamente adottata nell'onomastica italiana grazie alla figura di Matilde di Savoia, che nel XII secolo andò in sposa ad Alfonso I del Portogallo, entrando nella storia come Mafalda di Savoia; il nome sarebbe divenuto poi parte del patrimonio onomastico di Casa Savoia.
In Italia Matilde ha acquistato una crescente popolarità nel primo ventennio del XXI secolo, tanto che l'ISTAT lo registra al decimo posto tra i nomi maggiormente attribuiti alle bambine nel 2020.
In Inghilterra, il nome venne introdotto grazie a Matilde delle Fiandre, la moglie di Guglielmo il Conquistatore: diffuso fino al XV secolo, specie nella forma popolare Maud, venne riportato in voga nel XIX secolo. Il nome inglese Madison è un derivato, tramite cognome, proprio della forma Maud, la quale, inoltre, veniva anticamente usata anche per rendere in inglese il nome irlandese Medb.

## Onomastico
L'onomastico si può festeggiare in memoria di più sante e beate, alle date seguenti:
- 14 marzo, santa Matilde di Ringelheim, o "di Germania" o "di Sassonia", regina e madre dell'imperatore Ottone I[3][10][11]
- 11 aprile, beata Matilde, di origine scozzese, anacoreta presso Lappion[11]
- 1º maggio, beata Mafalda, badessa ad Arouca[12]
- 31 maggio, beata Matilde, badessa a Dießen e poi a Edelstetten[11]
- 19 novembre (o 16 novembre o 23 febbraio in alcuni calendari), santa Matilde di Hackeborn, o "di Helfta" o "di Magdeburgo", monaca e mistica, maestra di santa Gertrude la Grande, soprannominata "usignolo di Cristo"[10][11]
- 17 dicembre, beata Matilde Téllez Robles, o Matilde del Sacro Cuore, fondatrice della Congregazione delle Figlie di Maria, Madre della Chiesa[10][13]

## Persone

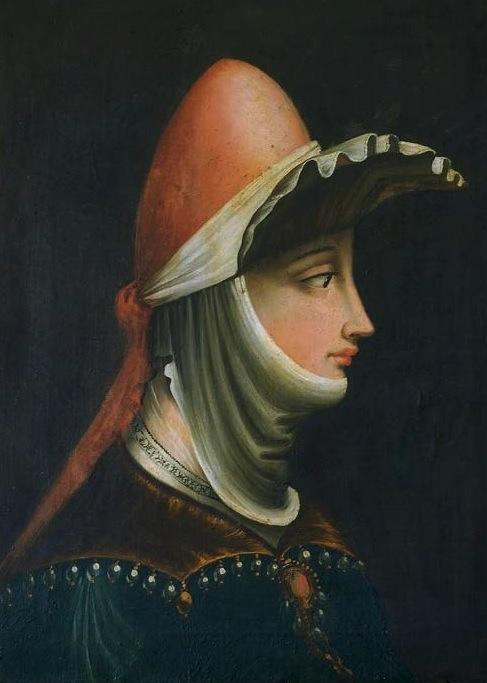
Matilde di Canossa

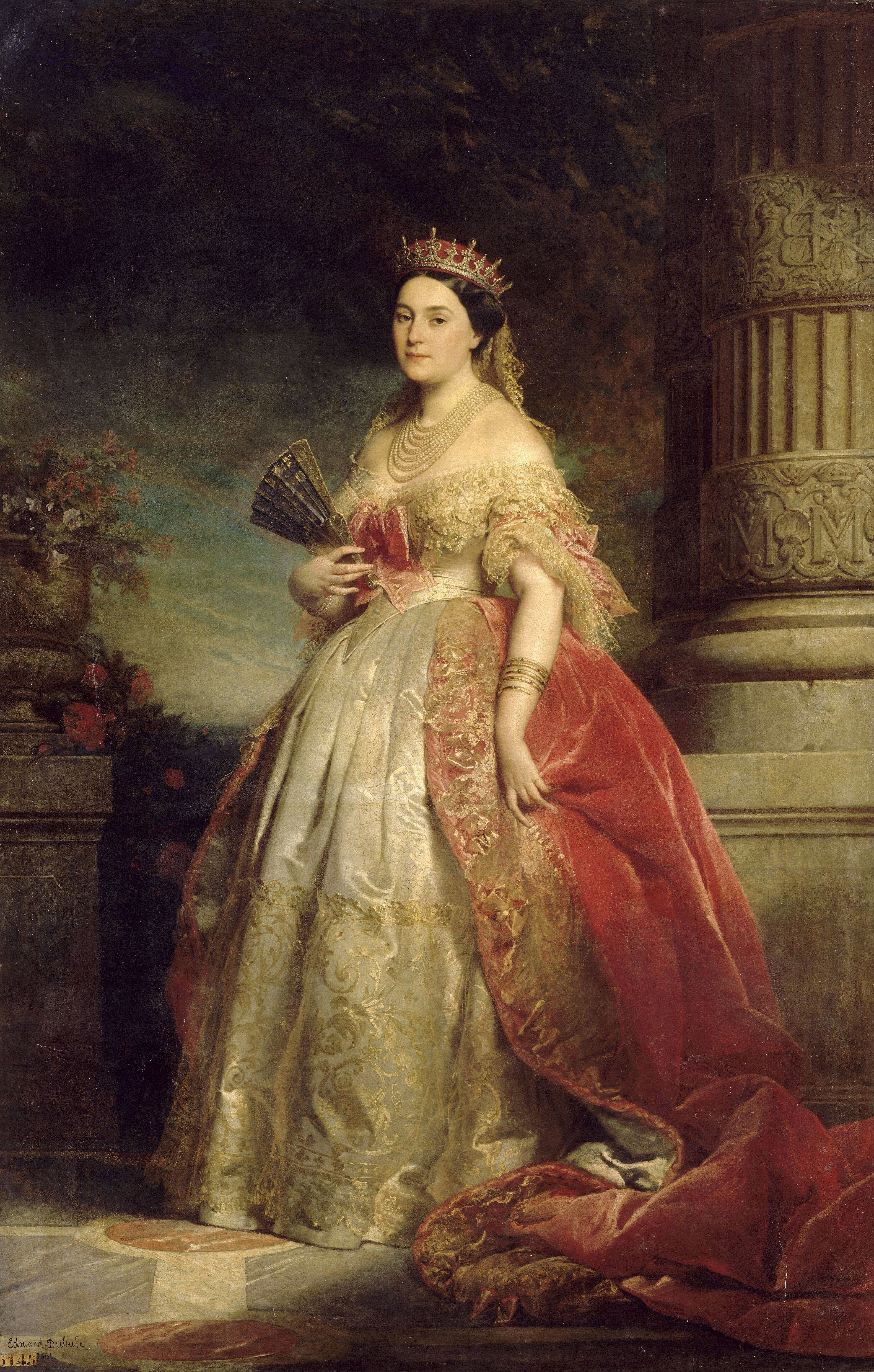
Matilde Bonaparte

- Matilde d'Inghilterra, imperatrice del Sacro Romano Impero e regina di Inghilterra
- Matilde di Baviera,  duchessa in Baviera, principessa delle Due Sicilie e contessa di Trani
- Matilde di Canossa, contessa in varie comunità del Nord Italia, duchessa (marchesa) di Toscana
- Matilde di Fiandra, regina d'Inghilterra, moglie di Guglielmo il Conquistatore
- Matilde di Scozia, regina d'Inghilterra, religiosa e santa
- Matilde Asensi, scrittrice spagnola
- Matilde Bonaparte, principessa di Vestfalia e principessa di San Donato
- Matilde Brandi, showgirl, ballerina, conduttrice televisiva ed attrice teatrale italiana
- Matilde Callari Galli, antropologa italiana
- Matilde Moraschi, cestista, atleta e schermitrice italiana
- Matilde Serao, scrittrice e giornalista italiana
- Matilde Tortora, critica cinematografica, scrittrice e saggista italiana
- Matilde Urrutia, cantante cilena

### Variante Matilda

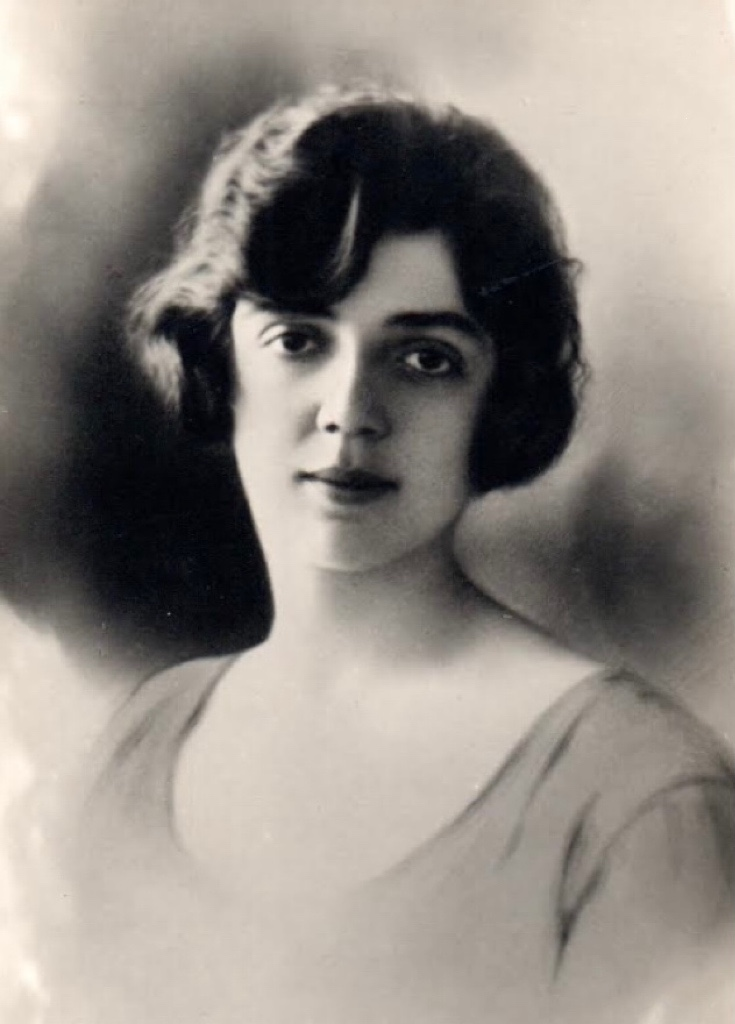
Mafalda di Savoia

- Matilda De Angelis, attrice e musicista italiana
- Matilda di Frisia, regina di Francia
- Matilda Bruckner, saggista statunitense
- Matilda Kerry, modella e medico nigeriana
- Matilda Mecini, modella albanese
- Matilda Ziegler, attrice britannica

### Variante Mafalda

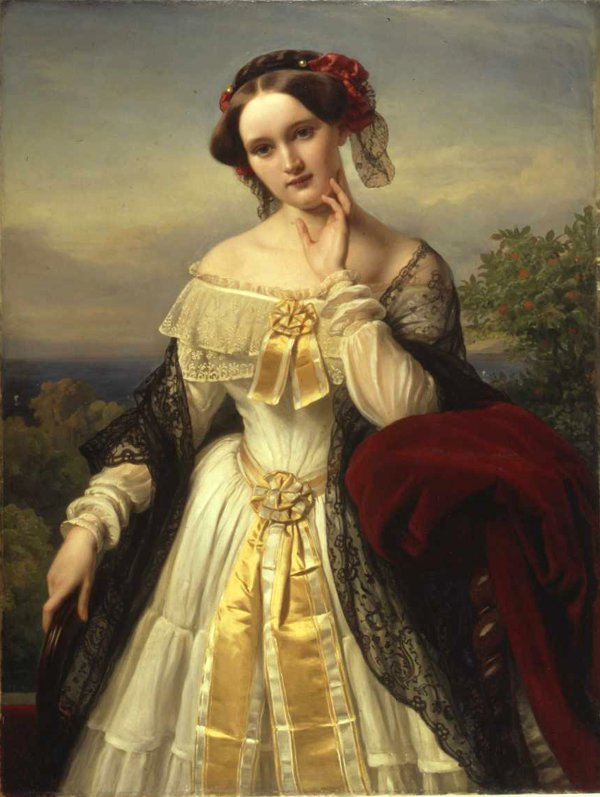
Mathilde Wesendonck

- Mafalda del Portogallo (1148 - 1173), principessa portoghese, regina di Aragona
- Mafalda del Portogallo (1197 - 1256), regina, moglie di Enrico I di Castiglia
- Mafalda di Savoia (1125 - 1157), principessa di Savoia e regina consorte del Portogallo
- Mafalda di Savoia (1902 - 1944), principessa d'Italia, d'Etiopia e Albania e langravia d'Assia-Kassel
- Mafalda Antonelli, nata Lenina Antonelli ma anche nota col nome di battaglia Elena, partigiana italiana
- Mafalda Arnauth, cantante portoghese
- Mafalda Codan, insegnante italiana
- Mafalda Favero, nata Giuseppina Favero, soprano italiano
- Mafalda Minnozzi, cantautrice italiana

### Variante Mathilde

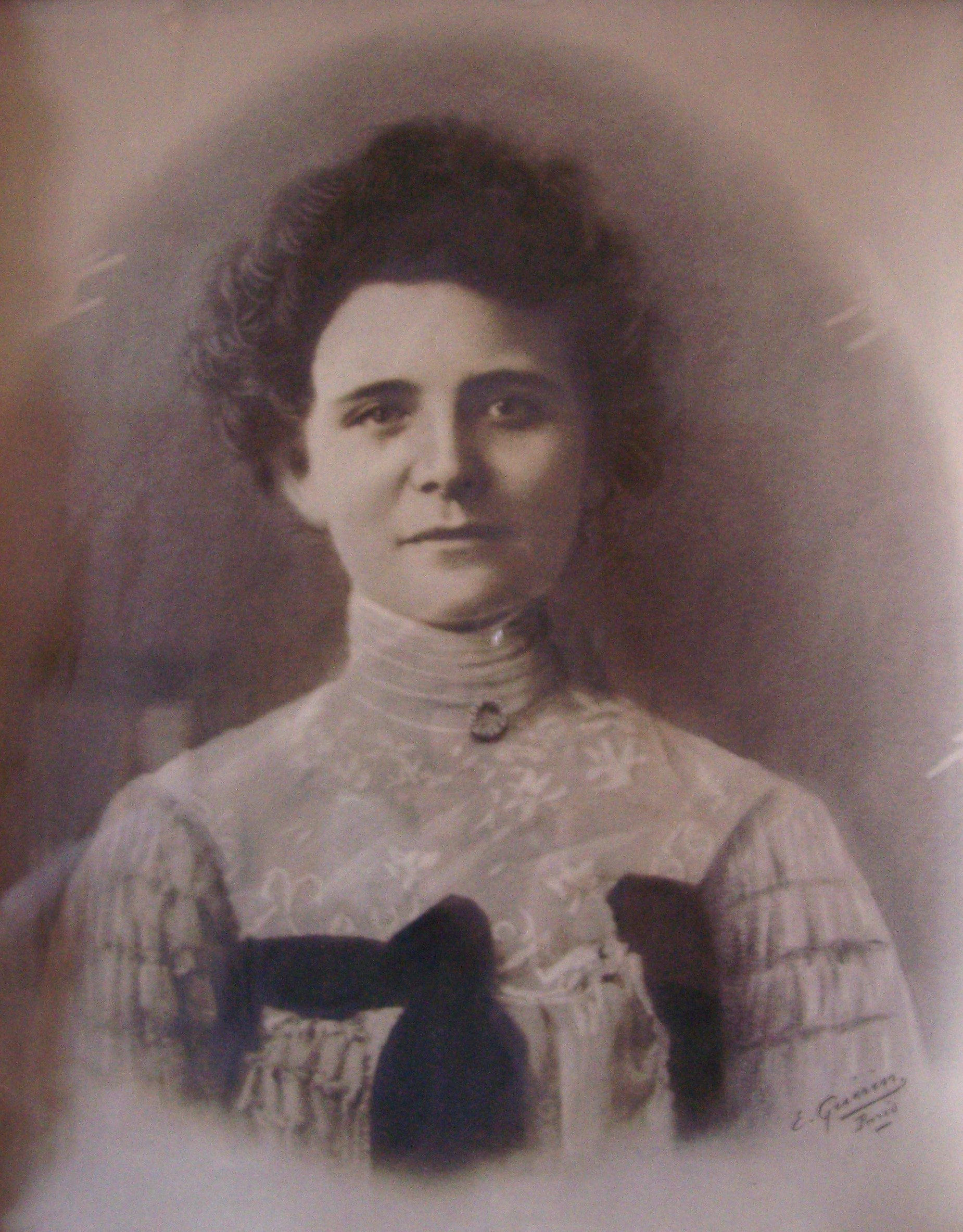
Mathilde Laigle

- Mathilde d'Udekem d'Acoz, moglie di Filippo del Belgio
- Mathilde Bonetti, scrittrice e traduttrice italiana
- Mathilde Johansson, tennista francese
- Mathilde Laigle, insegnante e scrittrice francese
- Mathilde Marchesi, mezzosoprano e maestro di canto tedesca
- Mathilde Seigner, attrice francese
- Mathilde Wesendonck, poetessa tedesca

### Variante Maud

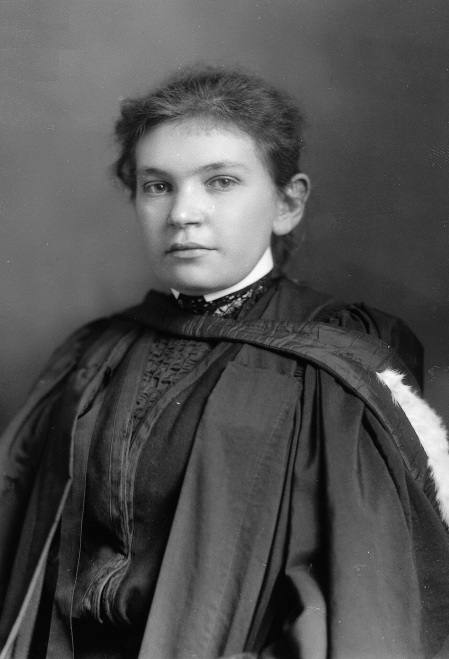
Maude Abbott

- Maud di Northumbria, contessa di Huntingdon e regina di Scozia
- Maud di Sassonia-Coburgo-Gotha, regina di Norvegia
- Maud Adams, attrice e modella svedese
- Maud Chaworth, nobile britannica
- Maud Duff, nobile britannica
- Maud Durbin, attrice teatrale e sceneggiatrice statunitense
- Maud Fontenoy, navigatrice francese
- Maud Francis, nobile britannica
- Maud Galtier, tennista francese
- Maud Gonne, attrice, rivoluzionaria femminista irlandese
- Maud Hamilton, cortigiana britannica
- Maud Olofsson, politica svedese
- Maud Rosenbaum, tennista statunitense naturalizzata italiana

### Variante Maude
- Maude Abbott, medico canadese
- Maude Adams, attrice teatrale statunitense
- Maude Fealy, attrice statunitense
- Maude Garrett, conduttrice televisiva australiana

### Altre varianti
- Mahaut d'Artois, contessa consorte di Borgogna e Chalon e contessa d'Artois
- Macalda di Scaletta, dama di compagnia e avventuriera italiana
- Matil'da Feliksovna Kšesinskaja, ballerina russa
- Mathilda May, attrice francese
- Matylda Ostojska, schermitrice polacca
- Metilde Viscontini Dembowski, attivista italiana

## Il nome nelle arti
- Matilde è un personaggio del romanzo di Roald Dahl Matilde, e del film di Danny DeVito Matilda 6 mitica da esso tratto, del suo omonimo musical e del adattamento del 2022.
- Matelda è una figura del canto XXVIII del Purgatorio della Divina Commedia, guida spirituale che conduce Dante per il Paradiso terrestre.
- Matelda è un personaggio del film del 1966 L'armata Brancaleone, diretto da Mario Monicelli.
- Mafalda è la protagonista dell'omonima serie a fumetti di Quino.
- Mafalda è un personaggio della serie televisiva Quelli dell'intervallo.
- Mathilde è un personaggio dell'opera di Gioachino Rossini Guglielmo Tell.
- Matilde è il nome di un personaggio nella commedia Bene mio e core mio di Eduardo De Filippo.
- Matilde Ascalone è un personaggio del film del 1964 Sedotta e abbandonata, diretto da Pietro Germi.
- Matilde Bellavista è un personaggio del film del 1950 Totò cerca moglie, diretto da Carlo Ludovico Bragaglia.
- Matilde Bozzi è un personaggio della commedia Uomo e galantuomo di Eduardo De Filippo.
- Matilde Cefalù è un personaggio del film del 1961 Divorzio all'italiana, diretto da Pietro Germi.
- Matilde Cimmaruta è un personaggio della commedia di Eduardo De Filippo Le voci di dentro.
- Mathilde de la Mole è un personaggio del romanzo di Stendhal Il rosso e il nero.
- Matilda de' Paperoni è un personaggio della Banda Disney.
- Matilde di Shabran è un personaggio dell'omonima opera lirica di Gioachino Rossini.
- Matilde Di Spelta è un personaggio della commedia La grande magia di Eduardo De Filippo.
- Matilde di Spina è un personaggio del dramma Enrico IV di Luigi Pirandello.
- Matilde Fantoni è un personaggio della serie televisiva I Cesaroni.
- Maude Flanders è un personaggio della serie animata I Simpson.
- Matilde Frigerio è un personaggio della soap Il paradiso delle signore.
- Matilda Herrera-Diaz è un personaggio della soap opera CentoVetrine.
- Matilde Mazzatella è un personaggio del film del 1976 Brutti, sporchi e cattivi, diretto da Ettore Scola.
- Matilde Palmi è un personaggio del romanzo di Federico De Roberto I Viceré.
- Matilde Scrosati è un personaggio del romanzo di Piero Chiara La stanza del vescovo, e del film omonimo che ne è stato tratto per la regia di Dino Risi.
- Matilde Soriano è un personaggio del film del 1964 Matrimonio all'italiana, diretto da Vittorio De Sica.
- Matilda è un personaggio della telenovelas Grachi.
- Matilde odiava i gatti è una canzone di Carmen Consoli.
- Maude Findlay è la protagonista dell'omonima serie televisiva.
- Matilda è il titolo di una canzone della band inglese Alt-J dell'album An Awesome Wave.

## Toponimi
- Terra della Regina Maud è una porzione di Antartide rivendicata dalla Norvegia il 14 gennaio 1939 come territorio d'oltremare.
- 253 Mathilde è un asteroide della fascia principale che deve il suo nome alla moglie dell'astronomo Moritz Loewy.